# Angharad Price
Angharad Price es una académica y escritora británica. Nacida en Bethel, Gwynedd, Gales, es la hija de Emyr Price, el historiador galés. Asistió a la Universidad de Oxford, donde leyó Lenguas Vivas. Enseña en la Universidad de Bangor y trabaja con la prosa galesa de la era moderna. Su primer libro, Tania'r Tacsi, fue publicado en 1999, y su segundo libro, O! Tyn Y Gorchudd!, que ganó la Medalla de Prosa del Eisteddfod Nacional en 2002, fue denominado Libro del Año por el Consejo de las Artes Galesas y el ganador del premio de la lengua galesa del Hay Festival en 2003.